# Rhabanus Petri
Rhabanus Petri (* 1. Februar 1963 in Bodenheim als Stephan Petri) ist ein deutscher römisch-katholischer Priester sowie Sänger und Mitglied der Klassik- und Kirchenmusikgruppe Die Priester. Bis 2022 war er Mitglied des Benediktinerordens und bis Juli 2017 Abt der Abtei Schweiklberg.

## Leben
Stephan Petri trat 1982 in das Noviziat der oberbayerischen Erzabtei Sankt Ottilien ein und erhielt den Ordensnamen Rhabanus. Er studierte Theologie an der Philosophisch-theologischen Hochschule der Zisterzienser in Heiligenkreuz bei Wien und im schweizerischen Fribourg. 1990 erfolgte seine Priesterweihe. Petri war nun zwei Jahre als Erzieher und Religionslehrer in Sankt Ottilien tätig. Von 1992 bis 2000 leitete er das Jugendhaus St. Georg auf dem Jakobsberg bei Bingen. Nach einer anschließenden mehrjährigen Tätigkeit in der Erwachsenenbildung kehrte er nach Sankt Ottilien zurück und war von 2004 bis 2007 Novizenmeister.
Von Juni 2007 bis Juli 2017 war er Abt des Benediktinerklosters Abtei Schweiklberg in Vilshofen an der Donau. Er kehrte anschließend wieder zurück in sein Heimatkloster nach Sankt Ottilien, um dort wieder als einfaches Mitglied des Konvents zu leben und in der Seelsorge zu arbeiten. Ab dem 1. November 2018 leitete er als Prior das Priorat Jakobsberg. Seit September 2020 ist er als Seelsorger in der Pfarrei Hl. Christophorus in Wörth am Rhein tätig, deren Administrator er seit dem 1. September 2021 ist. Mit Wirkung zum 1. September 2022 wurde Stephan Ferdinand Petri durch Bischof Karl-Heinz-Wiesemann in die Diözese Speyer inkardiniert und ist damit kein Benediktiner mehr.
Petri spielt Orgel und Tuba. Bei der Gesangsgruppe Die Priester singt er die Zweitstimme und Backings.